# (14826) Nicollier
Pour les articles homonymes, voir Nicollier.
(14826) Nicollier est un astéroïde de la ceinture principale d'astéroïdes.

## Description
(14826) Nicollier est un astéroïde de la ceinture principale d'astéroïdes. Il fut découvert le 16 septembre 1985 à l'observatoire Zimmerwald par Paul Wild. Il présente une orbite caractérisée par un demi-grand axe de 3,09 UA, une excentricité de 0,26 et une inclinaison de 2,3° par rapport à l'écliptique.

## Compléments